# (167) Urda
(167) Urda és un asteroide que pertany al cinturó d'asteroides descobert per Christian Heinrich Friedrich Peters des de l'observatori Litchfield de Clinton, als Estats Units d'Amèrica, el 28 d'agost de 1876. L'asteroide s'anomena així per Urda, una de les tres nornes de la mitologia nòrdica.
Situat a una distància mitjana de 2,853 ua del Sol, i pot apropar-se fins a 2,749 ua. Amb una inclinació orbital de 2,212° i una excentricitat de 0,03622, empra 1.760 dies a completar una òrbita al voltant del Sol. Forma part de la família asteroidal de Coronis.